# Wiesława Kwaśniewska
Wiesława Kwaśniewska (ur. 16 czerwca 1933 w Łodzi) – polska aktorka teatralna i filmowa.

## Życiorys
Jej debiutem teatralnym była rola służącej w Dziewczętach z fotografii Giana Paolo Callegariego (28 listopada 1959, Teatr Klasyczny). Pracowała jako aktorka warszawskich teatrów: w Teatrze Klasycznym (w latach 1959–1972) oraz w Teatrze Rozmaitości (w latach 1972–1989).

## Filmografia
| Filmy |                                      |                                                                          | |
| Rok   | Tytuł                                | Rola                                                                     | Uwagi |
| 1950  | Warszawska premiera                  |                                                                          | niewymieniona w napisach |
| 1959  | Awantura o Basię                     | służąca Marysia                                                          | niewymieniona w napisach |
| 1961  | Komedianty                           | Ludka                                                                    | |
| 1962  | Jak być kochaną                      | fotoreporterka w samolocie                                               | |
| 1963  | Ostatni kurs                         | kobieta na postoju taksówek                                              | niewymieniona w napisach |
| 1963  | Naprawdę wczoraj                     | Anita, córka właścicielki hotelu w Darłowie                              | |
| 1963  | Mansarda                             | artystka kabaretu                                                        | niewymieniona w napisach |
| 1963  | Liczę na wasze grzechy               | sekretarka w redakcji „Sztandaru Młodych”                                | niewymieniona w napisach |
| 1963  | Godzina pąsowej róży                 | Teresa, przyjaciółka Ani                                                 | |
| 1964  | Prawo i pięść                        | Zośka                                                                    | |
| 1964  | Panienka z okienka                   | Fruzia, służąca pani Flory                                               | |
| 1966  | Małżeństwo z rozsądku                | Magda                                                                    | |
| 1969  | Rzeczpospolita babska                | plutonowy Ewa Frąckiewicz                                                | |
| 1969  | Ostatnie dni                         | Greta Wiszniewska                                                        | |
| 1970  | Pierścień księżnej Anny              | księżna Anna Danuta / archeolog                                          | podwójna rola |
| 1970  | Pejzaż z bohaterem                   | sąsiadka Wilczewskiego w miasteczku rozmawiająca z gospodynią Wałaszkową | niewymieniona w napisach; aktorkę trudno w filmie rozpoznać, o jej udziale świadczą zdjęcia opublikowane w „Ekranie” w roku 1970 |
| 1970  | Lokis. Rękopis profesora Wittembacha | generałowa                                                               | |
| 1971  | Milion za Laurę                      | Anita, żona Bulaka                                                       | |
| 1974  | Zwycięstwo                           | Greta Wiszniewska                                                        | |
| 1974  | Zaczarowane podwórko                 | żona Jean Pierre'a Blancharda                                            | |
| 1976  | Trędowata                            | Wizembergowa                                                             | |
| 1978  | Sowizdrzał świętokrzyski             | żona nadleśniczego Puzyny                                                | |
| 1980  | Miś                                  |                                                                          | |
| 1983  | Marynia                              | Krasińska                                                                | |

| Produkcje telewizyjne |                                 |                |                                                     |
| Rok                   | Tytuł                           | Rola           | Uwagi                                               |
| 1965                  | Damy i huzary                   | Zuzia          | spektakl telewizyjny                                |
| 1966                  | Przyznaję się do winy           | Majczakówna    | spektakl telewizyjny                                |
| 1967                  | Sztorm                          | kurierka       | spektakl telewizyjny                                |
| 1968                  | Spóźnione kwiaty                | żona Toporkowa | spektakl telewizyjny                                |
| 1968                  | Nie jesteśmy aniołami           | Ewa            | spektakl telewizyjny                                |
| 1969                  | Kłamstwo                        | Nadia          | spektakl telewizyjny                                |
| 1972                  | Chłopi                          | młynarzowa     | serial telewizyjny, odcinki: 4, 5, 7, 8, 11, 13     |
| 1972                  | Amerykańska guma do żucia Pinky | ona            | spektakl telewizyjny                                |
| 1973                  | Janosik                         | góralka        | serial telewizyjny, odcinki: 4, 5, 6, 9, 10, 12, 13 |
| 1975                  | Morderca z pociągu              | barmanka       | spektakl telewizyjny                                |
| 1976                  | Brutalna gra                    | Greta          | spektakl telewizyjny                                |
| 1978                  | Rodzina Połanieckich            | Krasińska      | serial telewizyjny, odcinki: 1-5                    |